# Rio Trairi
O rio Trairi é um curso d'água que banha os estados do Rio Grande do Norte e da Paraíba, no Brasil.
O Trairi Tem suas nascentes na serra do Doutor, em terras dos municípios de Campo Redondo e Coronel Ezequiel, banhando no seu curso também Santa Cruz, Tangará, Boa Saúde, Lagoa Salgada, Monte Alegre, São José de Mipibu e Nísia Floresta. Já no litoral, o Trairi forma as lagoas Nísia Floresta e Papeba, desaguando finalmente no oceano Atlântico através da Laguna de Guaraíra, entre os municípios de Tibau do Sul e Senador Georgino Avelino.
Na área da bacia predomina o clima tipo semiárido, caracterizado por um clima quente com presença de chuvas no outono-inverno. O período seco alcança em geral quatro meses e a temperatura média anual varia entre 23 C e 26 C.